# Цар Аустрије
Цар Аустрије (њем. Kaiser von Österreich) био је владар Аустријског царства и касније Аустроугарске монархије. Насљедна царска титула и дужност коју је 1804. прогласио цар Светог римског царства Франц II, члан дома Хабзбург-Лотаринг, и коју су он и његови насљедници непрестано држали све док се Карл I није одрекао власти 1918. године.
Цареви су задржали титулу надвојводе Аустрије. Супруге царева имале су титулу царице, док су друга чланови породице носили титулу надвојводе или надвојводкиње.

## Претходне титуле
Припадници аустријског дома, Хабзбуршке династије, били су изборни цареви Светог римског царства од 1438. (осим петогодишњег прекида од 1740. до 1745) и углавном су боравили у Бечу. Тако се израз „аустријски цар” може јављати у текстовима који датирају од прије 1804, када није постојало Аустријско царство. У овом случајевим ријеч Аустрија се односила на сложену монархију којом је влада династија, а не на земљу. Посебан случај била је Марија Терезија; носила је царску титулу као супруга Франца I (владао од 1745. до 1765), али је и сама била монарх аустријских насљедних земаља укључујући Бохемију и Угарску.

## Цар
Пред агресију Наполеона I, који је француским уставом од 18. маја 1804. проглашен за „цара Француза”, Франц II је страховао за будућност Светог римског царства и желио је да задржи свој и породични царски статус у случају распада Светог римско царства. Због тога је 11. августа 1804. за себе и за своје насљеднике на челу Хабзбуршко-лотариншког дома створио нову титулу „цар Аустрије”. Франц је двије године носио двије царске титуле: био је цар Светог римског царства Франц II и „по милости Божијој” (Von Gottes Gnaden) цар Франц I од Аустрије.
Војска превођена Аустријом претрпјела је понижавајући пораз у бици код Аустрелица 1805, а побједоносни Наполеон наставио је са распуштањем старог Рајха (који је у то вријеме био само немоћна конфедерација) мотивисањем или притиском на неколико њемачких кнежева да у јулу ступе у засебну Рајнску конфедерацију са својим земљама. То је довело до тога да Франц II/I 6. августа 1806. прогласи распуштање Рајха и одложи царску круну насталу у другој половини 10. вијека (данас изложена у ризници палате Хофбург у Бечу).
Од 1806. па надаље, Франц је био само цар Аустрије. Имао је три насљедника — Фердинанда I, Франца Јозефа I и Карла I — прије него што се земља распала 1918. године. Никада је успостављена свечаност крунисања; престолонасљедик је постајао цар у тренутку када је његов претходник преминуо или абдицирао. Симбол цара Аустрије била је династичка приватна круна која датира још из времена Рудолфа II (владао од 1576. до 1612), а која је требала да преноси достојанство и мит Хабзбурга.

## Титуле цара
Аустријски цареви имали су опсежни списак титула и претензија које су одражавале географско пространство и разноликост земаља којима су владали аустријски Хабзбурзи. Велика титула цара Аустрије мијењана је неколико пута: патентом од 1. августа 1804, уредбом дворске канцеларије од 22. августа 1836, декретом царског дворског министарства од 6. јануара 1867. и на крају писмом од 12. децембра 1867. године. Краће верзије су биле препоручене за званичне документе и међународне уговоре: „цар Аустрије, краљ Бохемије итд. и апостолски краљ Угарске”, „цар Аустрије и апостолски краљ Угарске”, „његово величанство цар и краљ” и „његово царско и краљевско апостолско величанство”.
Потпуни списак (након губитка Ломбардије 1859. и Венеције 1866.):
Цар Аустрије,
Апостолски краљ Угарске,
Краљ Бохемије, Далмације, Хрватске, Славоније, Галиције, Лодомерије и Илирије,
Краљ Јерусалима и тако даље,
Надвојвода Аустрије,
Велики војвода Тоскане и Кракова,
Војвода Лотарингије, Салцбурга, Штајерске, Корушке, Крањске и Буковине,
Велики кнез Траксилваније,
Маркгроф у Моравској,
Војвода Горње и Доње Шлеске, Модене, Парме, Пјаченце и Гвастале, Аушвица и Затора, Тешина, Фрулије, Дубровника и Задра,
Кнежевски гроф Хабзбурга и Тирола, Кибурга, Горице и Градишке,
Кнез Трента и Бресаноне,
Маркгроф Горње и Доње Лужице и у Истри,
Гроф Хоенемса, Фелдкирха, Брегенца, Зоненберга и тако даље,
Господар Трста, Котора и Словенске марке,
Велики војвода Војводства Србије и тако даље,
Суверен [Реда Златног руна.